# Klasztor w Batalha
Klasztor Matki Boskiej Zwycięskiej (port. Convento de Santa Maria da Vitória), zwany często Klasztorem w Batalha – jeden najwspanialszych przykładów architektury i sztuki gotyku w Portugalii. W roku 1983 wpisany został na listę światowego dziedzictwa kulturowego i przyrodniczego UNESCO. Budowę zespołu klasztornego zainicjował król Jan I, w podzięce  za pomoc Matki Boskiej i zwycięstwo w bitwie pod Aljubarrotą. Budowę rozpoczęto w roku 1385. Trwała blisko 150 lat i kolejni władcy odciskali na klasztorze swoje ślady, dobudowując nowe budynki lub przebudowując istniejące. Wraz z klasztorem powstała miejscowość Batalha (port. batalha – bitwa). W 1388 roku klasztor został oddany dominikanom, którzy zachowali go aż do likwidacji zakonów religijnych w roku 1834. Wielki projekt architektoniczny, jakim była budowa klasztoru, służył przede wszystkim demonstracji królewskiej potęgi. Stał się symbolem zapoczątkowanej przez Jana I dynastii Aviz i nowej epoki w historii Portugalii. Klasztor uważany jest za wzorcowy przykład połączenia architektury angielskiego gotyku i elementów rodzimego stylu manuelińskiego.
Kościół – trójnawowa bazylika z transeptem. Ma 80 metrów długości i jest jednym z największych kościołów gotyckich w Portugalii. Elewacje bardzo bogato zdobione, elementy konstrukcyjne zwieńczone zdobionymi pinaklami.
Kaplica Fundatora (Capela do Fundador) – budowla przyległa do kościoła, którą Jan I ufundował jako miejsce pochówku dla siebie, królowej Filipy Lancaster, oraz swoich następców. Budowę ukończono w roku 1434, rok po śmierci Jana I. Po ukończeniu przeniesiono tam ciała pary królewskiej i złożono w sarkofagu w centralnej części kaplicy. Pod ścianami kaplicy znajdują się groby potomków Jana I, między innymi Alfonsa V, Jana II i księcia Henryka Żeglarza.
Krużganek Królewski (Claustro Real) – zwany również Krużgankiem Jana I, przylegający do północnej nawy kościoła dziedziniec z bogato zdobionymi krużgankami. Górne części łuków wypełnione są wspaniałymi maswerkami o różnorodnych, skomplikowanych wzorach.
Kapitularz – przylegający do wschodniego boku krużganka kapitularz ukończono w XV wieku. Zbudowany jest na planie kwadratu i sklepiony pojedynczym sklepieniem z szesnastu żeber. Od roku 1924 w kapitularzu znajduje się Grób Nieznanego Żołnierza upamiętniający portugalskich żołnierzy poległych w czasie pierwszej wojny światowej.
Stary Refektarz – położony jest przy zachodniej części dziedzińca. Obecnie znajduje się w nim muzeum wojskowe.
Niedokończone Kaplice (Capelas Imperfeitas) – zwane również Panteonem Edwarda I. Monumentalna rotunda, której budowę rozpoczął w roku 1434 król Edward I, miała być miejscem pochówku władcy. Budowy nigdy nie dokończono, ostatecznie porzucono ją w roku 1533 z przyczyn dziś nieznanych. Szczątki Edwarda I i Eleonory Aragońskiej przeniesiono do Niedokończonych Kaplic dopiero w XX wieku.
Krużganek Alfonsa V (Claustro D. Alfonso V) – dobudowany za panowania Alfonsa V krużganek znacznie zwiększył liczbę klasztornych pomieszczeń. Jest to jeden z pierwszych piętrowych krużganków wybudowanych w Portugalii. Jego styl, prosty, wręcz surowy, stanowi kontrast dla wybudowanego wcześniej, bogato zdobionego Krużganka Jana I. W przyległych budynkach znalazły się między innymi: spiżarnia, mały refektarz, magazyn drewna i oliwy, warsztaty, a na piętrze dormitoria, szpital, archiwum i biblioteka. Dziś znajdują się tu pomieszczenia muzeum klasztoru.
Nie wszystkie budynki klasztoru się zachowały. W roku 1808 i 1810 klasztor był zajmowany przez wojska napoleońskie. Został splądrowany, a w roku 1810 podłożono ogień. Spłonęły dormitoria i biblioteka. Zniszczonych budynków nigdy nie odbudowano, a w czasie prac restauracyjnych rozebrano pozostałości ścian. Nie zachował się też kościółek Santa Maria-a-Velha, zwany również Starym Kościołem (Igreja Velha), który służył dominikanom w czasie, gdy trwały jeszcze prace przy budowie klasztoru.

Klasztor w Batalha – Santa Maria da Vitória Batalha
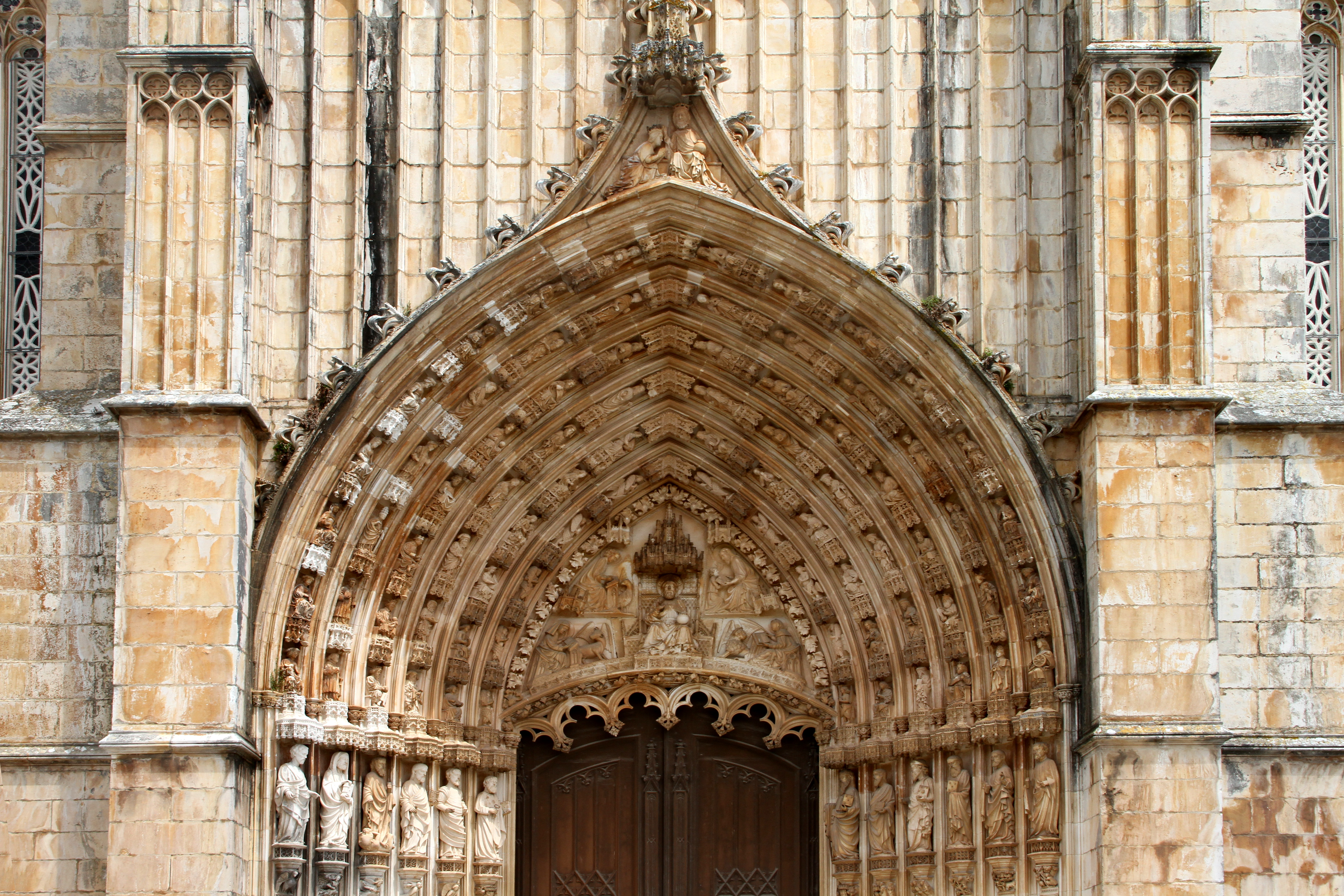
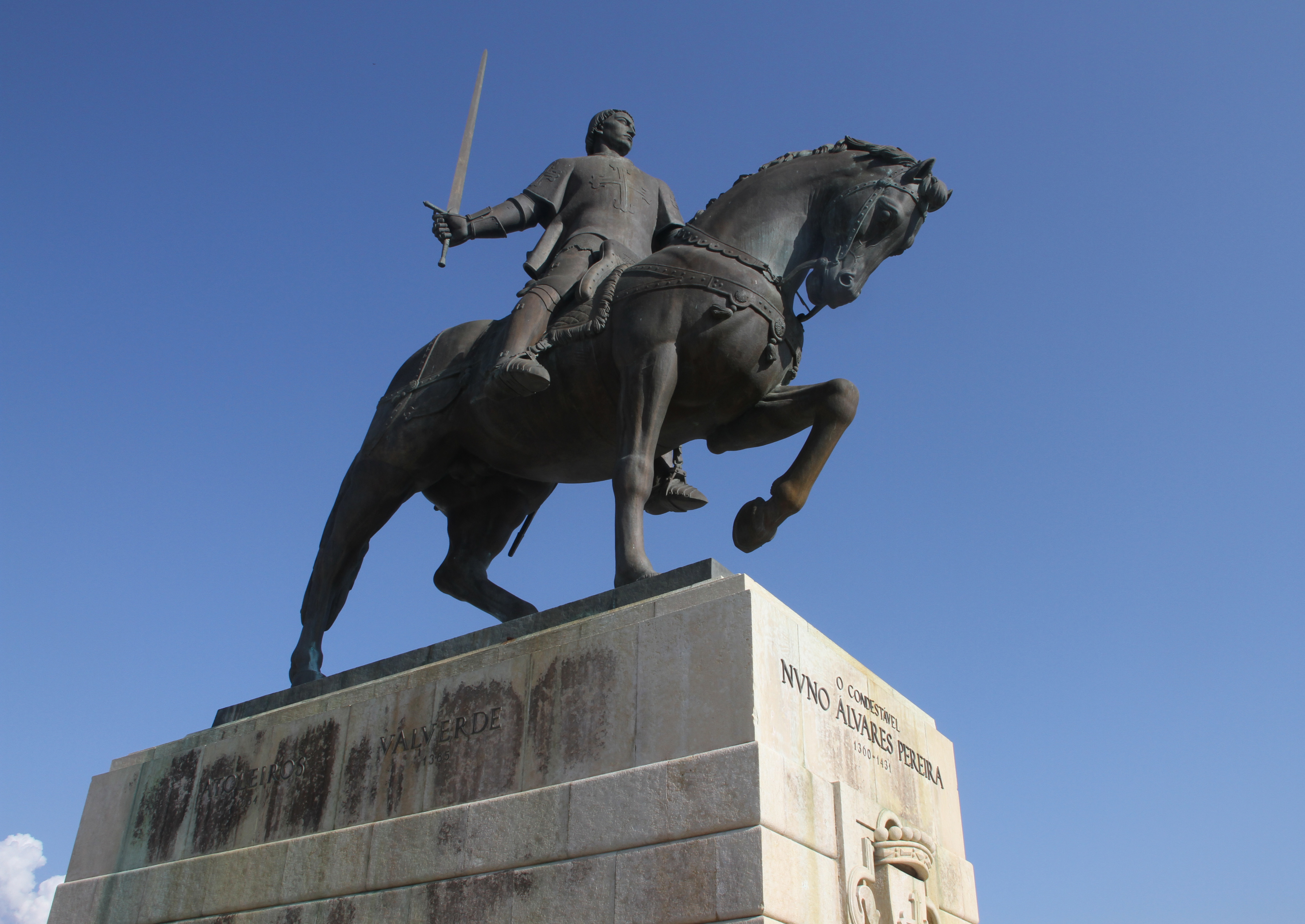
Nuno Alvares Pereira
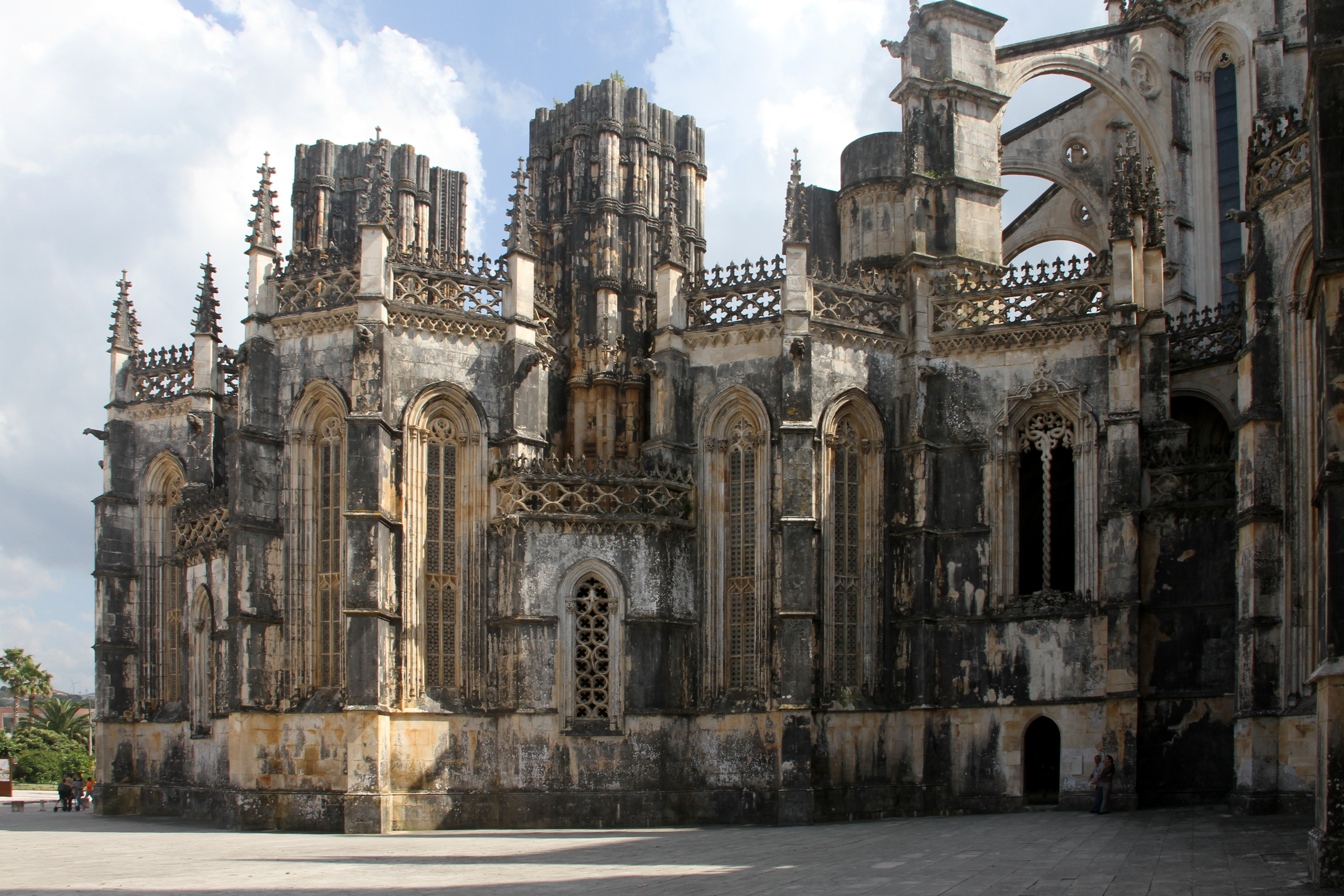
Niedokończone Kaplice
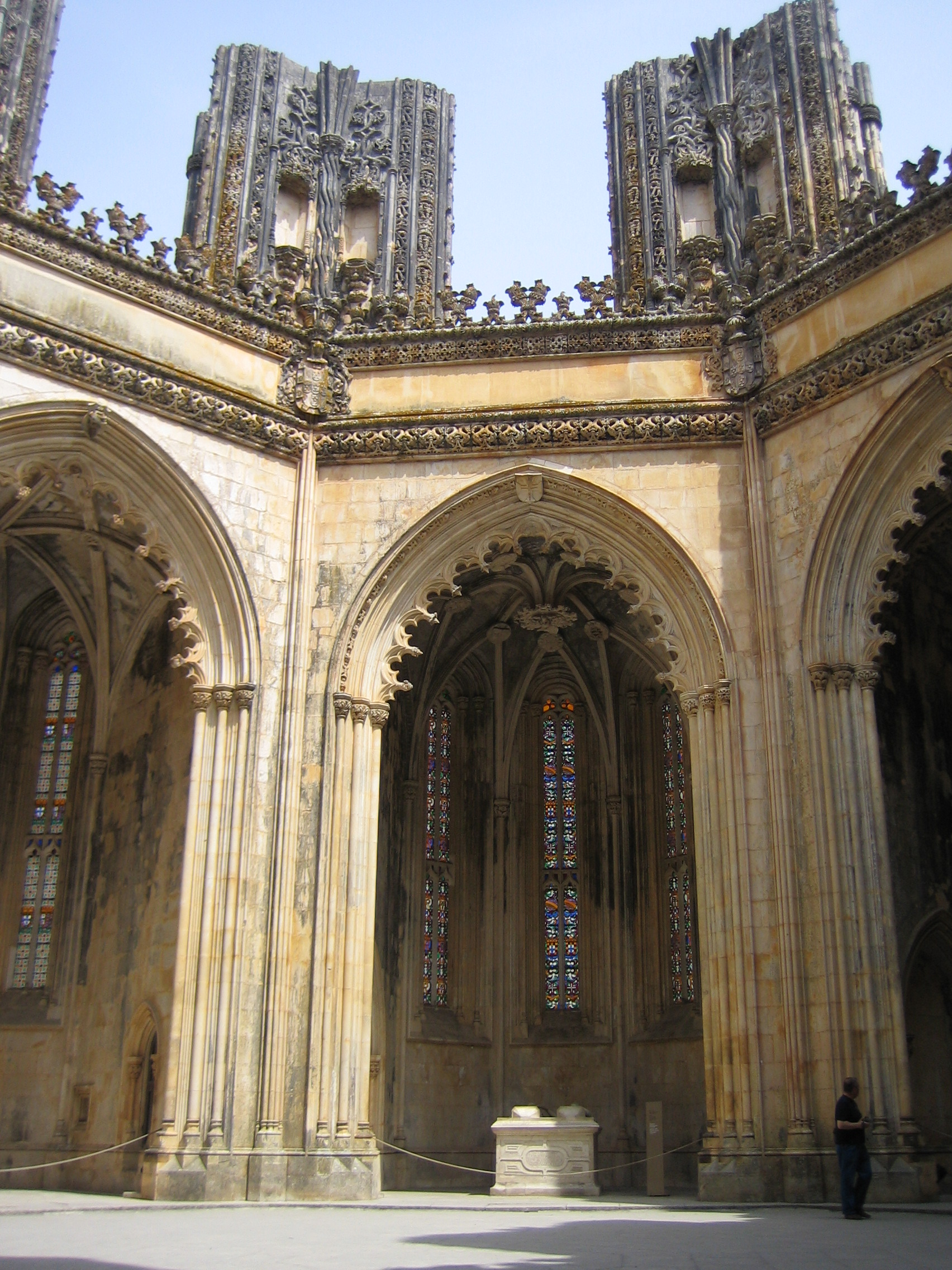
Niedokończone Kaplice
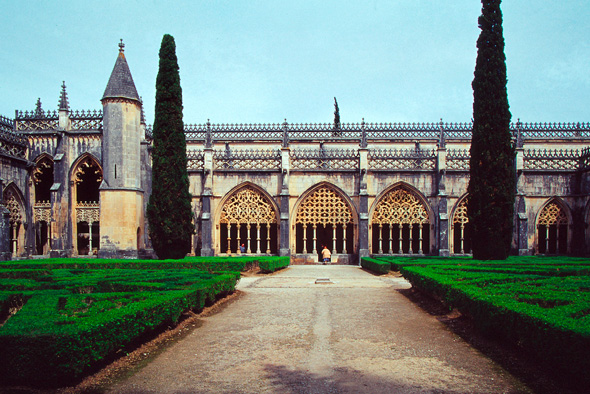
Krużganek Królewski
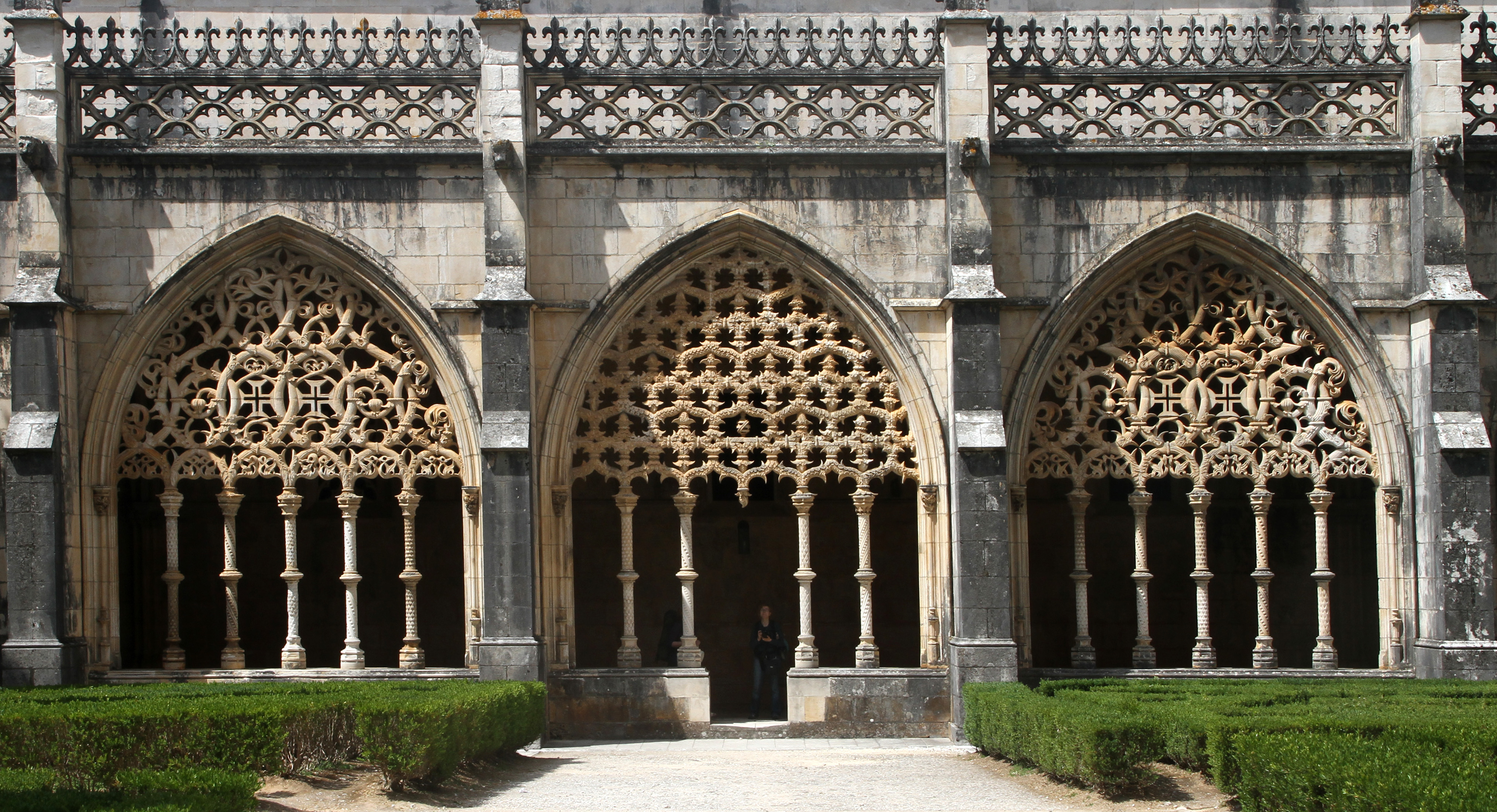
Krużganek Królewski
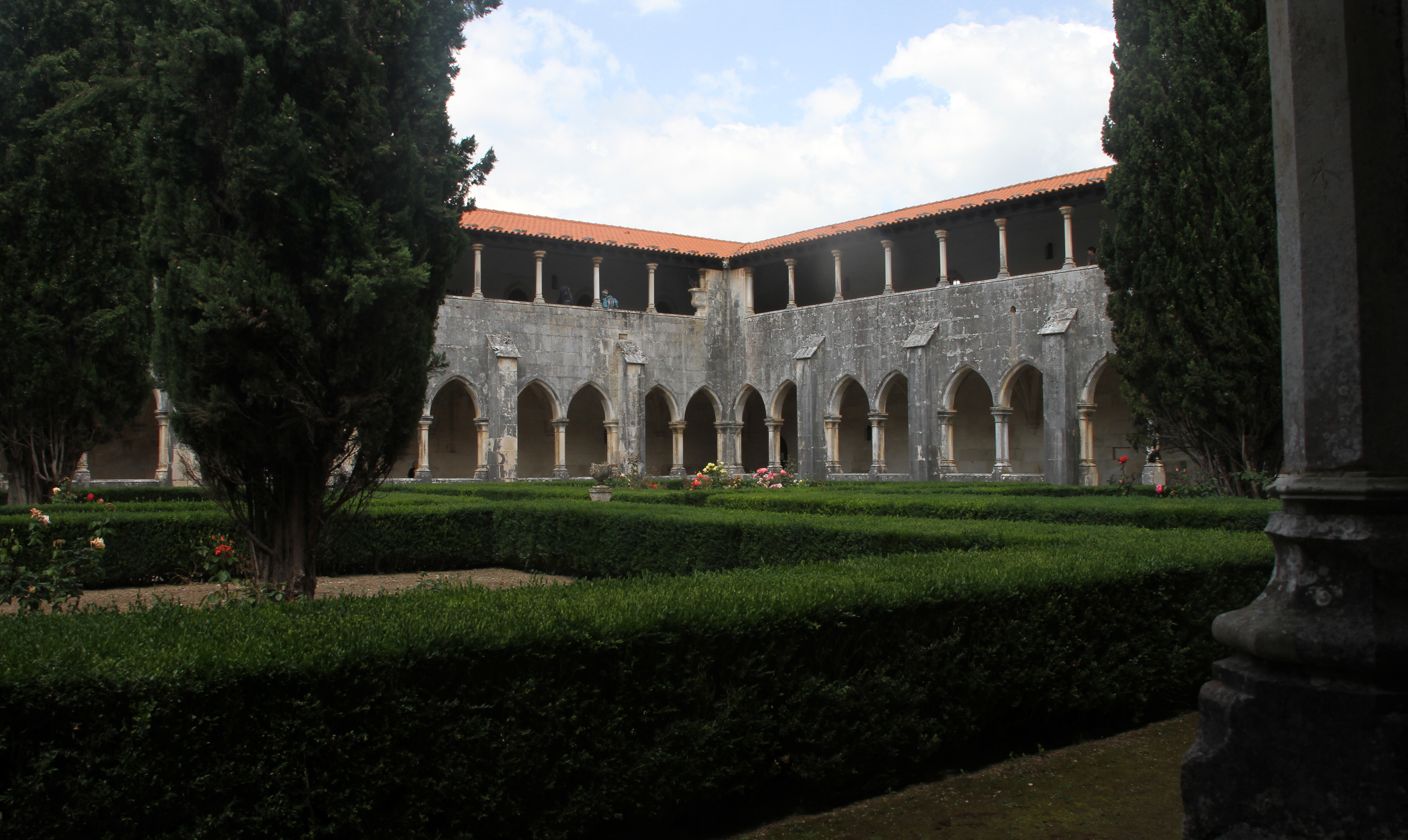
Krużganek Alfonsa V
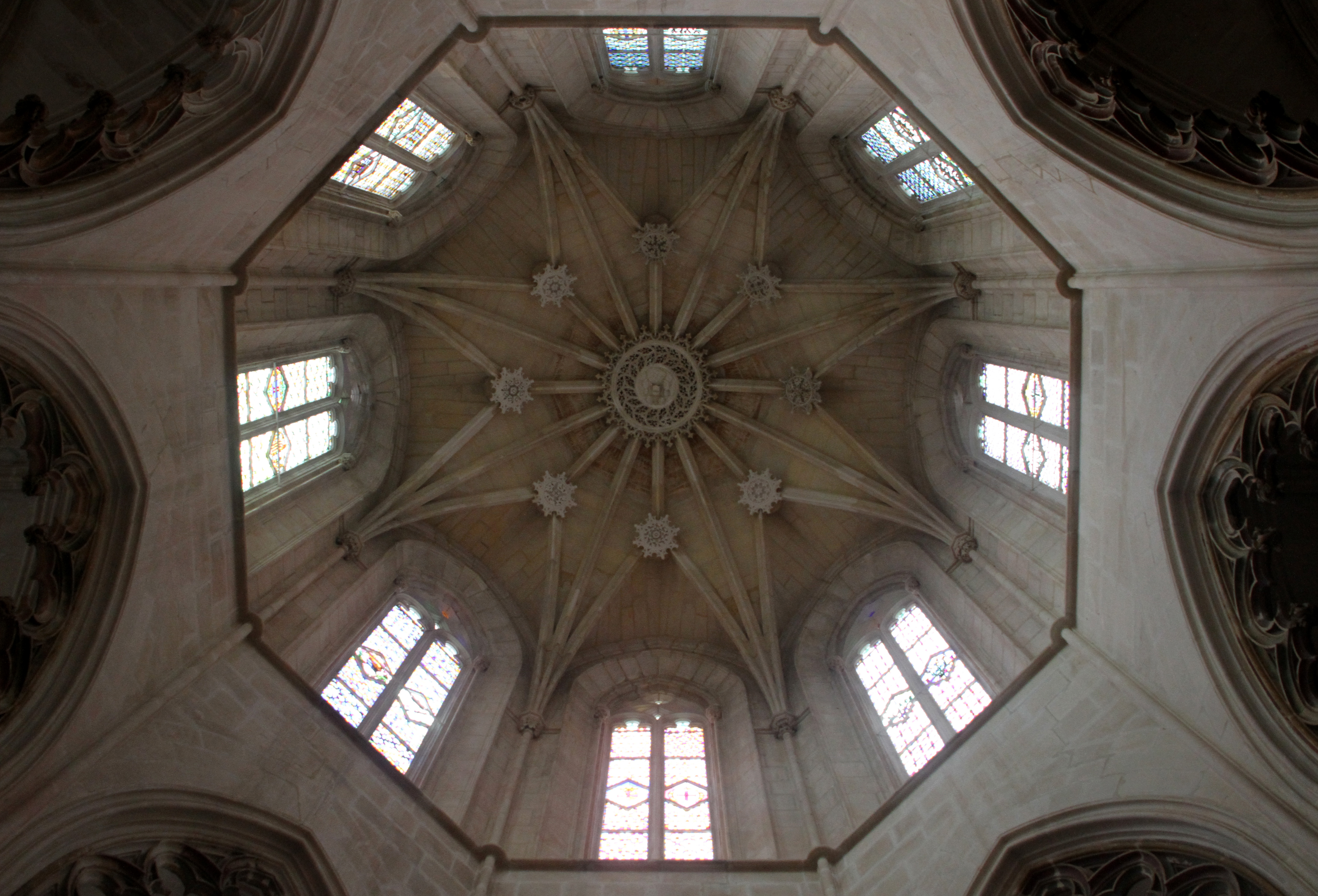
Kaplica Fundatora
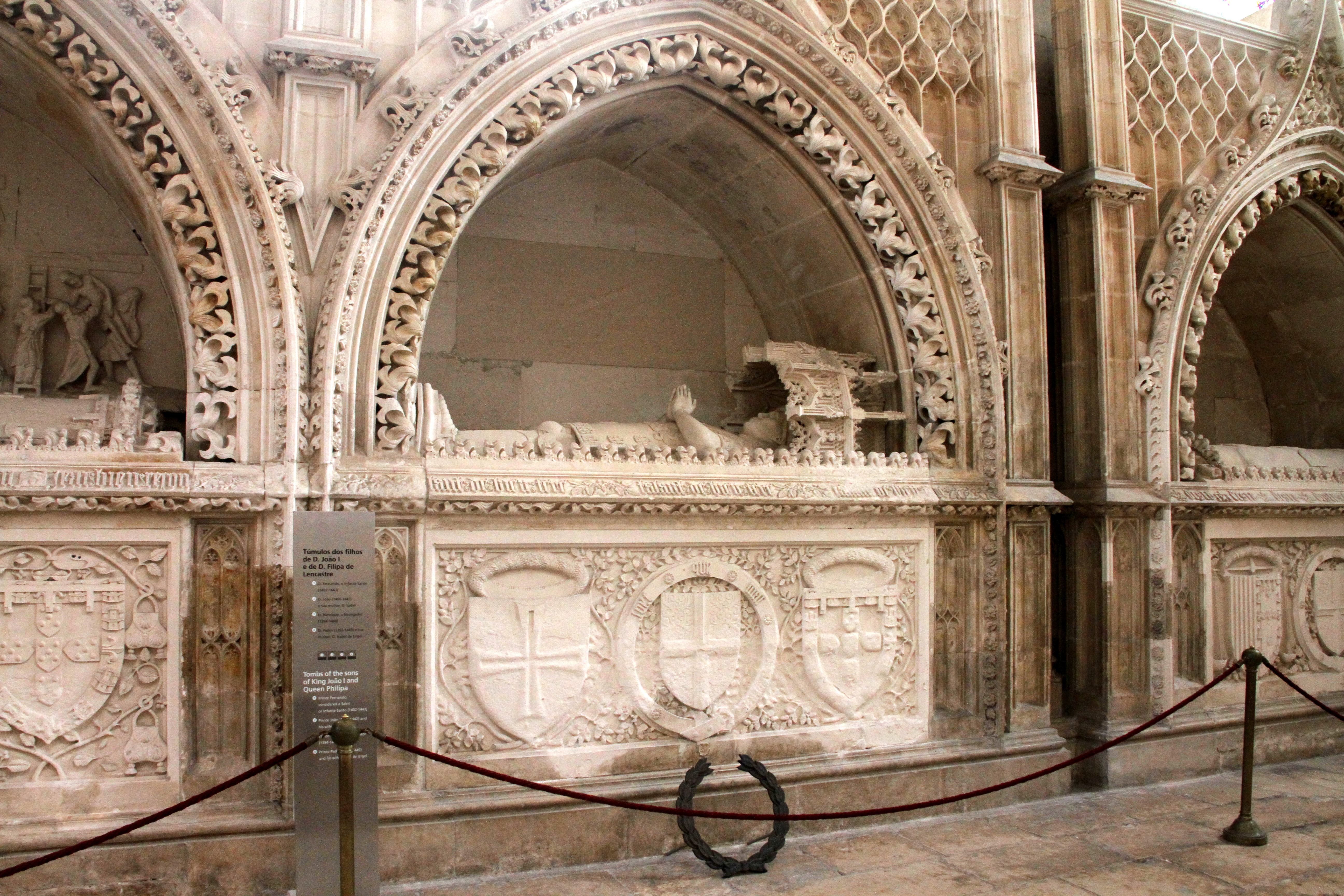